# Rolls-Royce Twenty
Rolls-Royce Twenty – luksusowy samochód osobowy produkowany przez brytyjską firmę Rolls-Royce w latach 1922–1929. Dostępny jako 4-drzwiowy sedan. Do napędu użyto silnika R6 o pojemności 3,1 litra. Moc przenoszona była na oś tylną poprzez 3- a później 4-biegową manualną skrzynię biegów. Samochód został zastąpiony przez modele 20/25.

## Dane techniczne

### Silnik
- R6 3,1 l (3127 cm³), 2 zawory na cylinder, SV
- Układ zasilania: gaźnik
- Średnica × skok tłoka: 76,20 mm × 114,30 mm
- Stopień sprężania: 4,8:1
- Moc maksymalna: 51 KM (37,3 kW) przy 3000 obr./min

### Osiągi
- Prędkość maksymalna: 105 km/h